# Koronaéter

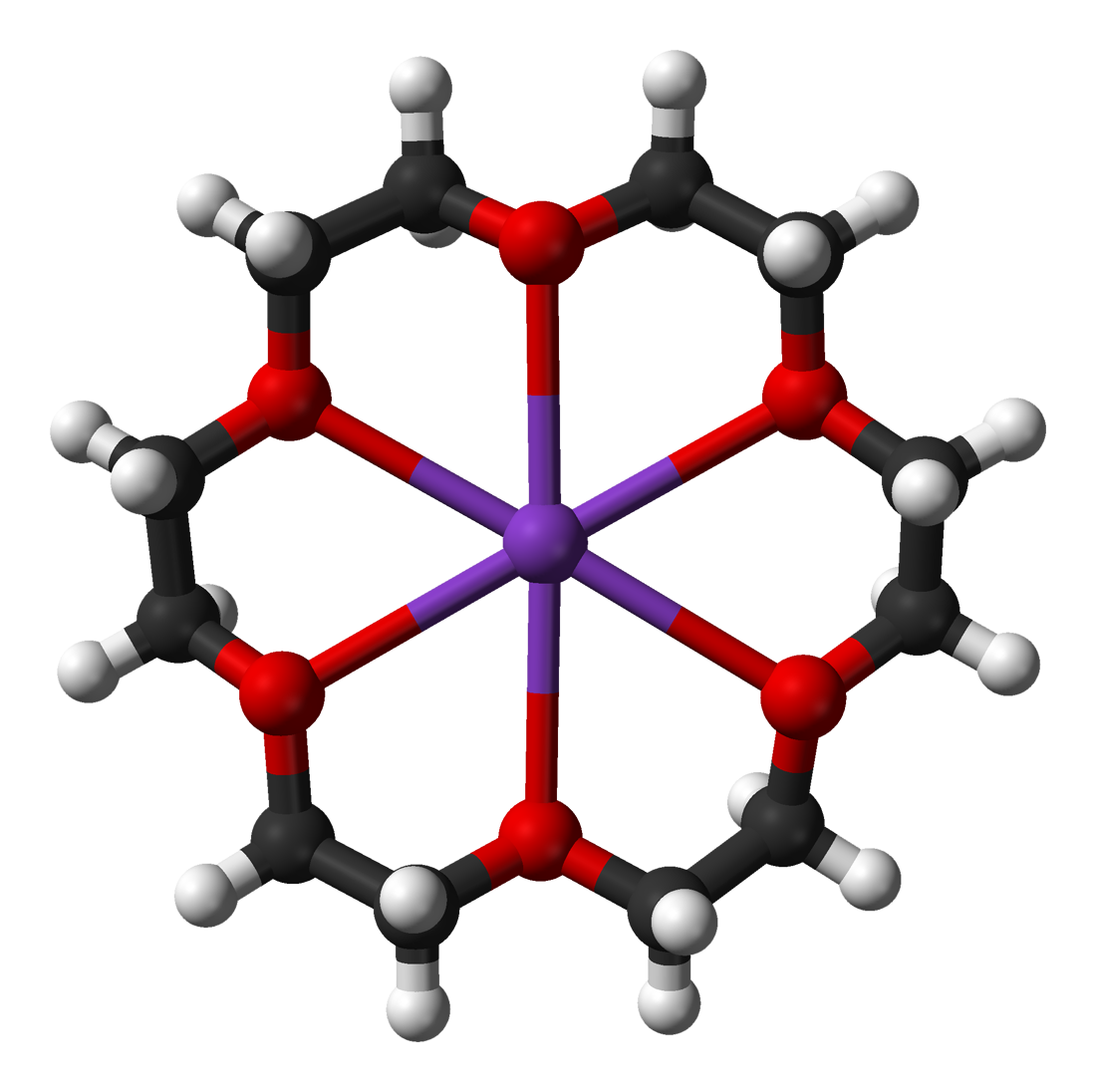
Káliumionhoz koordinálódó 18-korona-6

A koronaéterek olyan gyűrűs kémiai vegyületek, melyek gyűrűje több étercsoportot tartalmaz. A leggyakoribb koronaéterek az etilén-oxid oligomerjei, ezekben etilénoxi, azaz –CH2CH2O– egységek ismétlődnek. Ebből a csoportból jelentős a tetramer (n=4), a pentamer (n=5) és a hexamer (n=6). A „korona” szó a kationt megkötő koronaéter szerkezete és a fejen levő korona közötti hasonlóságra utal. A koronaéter nevében az első szám a gyűrűt alkotó atomok száma, a második pedig a gyűrűben levő oxigénatomok számát adja meg. A koronaéterek csoportjába számos más vegyület is tartozik az etilén-oxid oligomereken kívül, egy másik jelentős alcsoport a pirokatechin származékai.
A koronaéterek bizonyos kationokat – komplexképződés közben – erősen megkötnek. Az oxigénatomok elhelyezkedése megfelelő ahhoz, hogy a gyűrű belsejében levő kationhoz koordinálódjanak, a gyűrű külső része ugyanakkor hidrofób. Az így kialakuló komplex kation gyakran képez nem poláris oldószerben oldódó sókat, emiatt a koronaéterek fázistranszfer katalizátorként használhatók. A poliéter denticitása befolyásolja a koronaéter különböző kationokkal szembeni affinitását. A 18-korona-6 affinitása például nagy a káliumionhoz, a 15-korona-5-é a nátriumionhoz, a 12-korona-4 a lítiumionhoz. A 18-korona-6 káliumionhoz való nagy affinitása hozzájárul a vegyület toxicitásához.

Gyakori koronaéterek szerkezete: 12-korona-4, 15-korona-5, 18-korona-6, dibenzo-18-korona-6 és diaza-18-korona-6

## Koronaéterek a természetben
Nemcsak a koronaéterek az egyetlen makrociklusos ligandumok, melyeknek nagy az affinitása a káliumionnal szemben. Az ionofórok, például a valinomycin is más kationokhoz képest a káliumiont részesítik előnyben.

## A szintetikus koronaéterek története
1967-ben Charles Pedersen, a DuPont cég kémikusa felfedezett egy egyszerű eljárást a koronaéterek szintézisére, miközben komplexképző reagenst próbált előállítani kétértékű kationokhoz. Szintézismódszerében két pirokatechinát csoportot kapcsolt össze a molekulák egy-egy hidroxilcsoportján keresztül. Ez a kapcsolódás egy polidentát ligandumot hoz létre, mely részben be tudja burkolni a kationt, és a fenolos hidroxilcsoportok ionizációja révén semlegesíteni tudja a megkötött kétértékű kationt. Meglepetésére egy olyan mellékterméket különített el, amely erősen megkötötte a kálium kationt. A kálium 16-korona-4-ben való oldhatóságáról szóló korábbi munkát idézve felismerte, hogy a gyűrűs poliéterek a komplexképzők új típusát jelentik, amelyek képesek megkötni az alkálifémek-kationokat. Ezt követően a koronaéterek szintézisének és komplexképző tulajdonságainak szisztematikus vizsgálatába fogott, és eredményeiről számos eredeti közleményben számolt be. A szerves kémiai szintézis, a fázistranszfer katalízis és más területek fejlődését is elősegítette a koronaéterek felfedezése. Pedersen különösen a dibenzo-koronaétereket tette népszerűvé.
Pedersen 1987-ben megosztva kémiai Nobel-díjat kapott a koronaéterek szintézismódszerének és komplexképző tulajdonságainak felfedezéséért.

## Kationokkal szembeni affinitás
A 18-korona-6 a káliumionnal szembeni nagyfokú affinitáson kívül protonált aminokhoz is kötődhet, és mind oldatban, mind gázfázisban stabil komplexeket képezhet. Az aminosavak egy része oldalláncukban primer aminocsoportot tartalmaznak, ilyen például a lizin. Ezek a protonált aminocsoportok be tudnak kötni a 18-korona-6 üregébe, és gázfázisban stabil komplexet alkotnak. A protonált amin három hidrogénatomja és a 18-korona-6 három oxigénatomja között hidrogénkötés alakul ki, így a kialakult komplex stabil lesz.

## Fordítás
- Ez a szócikk részben vagy egészben a Crown ether című angol Wikipédia-szócikk ezen változatának fordításán alapul.  Az eredeti cikk szerkesztőit annak laptörténete sorolja fel. Ez a jelzés csupán a megfogalmazás eredetét és a szerzői jogokat jelzi, nem szolgál a cikkben szereplő információk forrásmegjelöléseként.